# یولیا پیدلیسنا
یولیا پیدلیسنا (به انگلیسی: Yuliya Pidlisna) (زادهٔ ۱۲ مهٔ ۱۹۸۷) شناگر اهل اوکراین است.